# Homosexualidad

La bandera del arcoíris es un símbolo usado como apoyo al orgullo gay y lésbico desde la década de 1970. Diseñada por Gilbert Baker, todos los colores del arcoíris simbolizan la diversidad en la comunidad LGBT.

La homosexualidad (del griego antiguo ὁμός, ‘igual’, y del latín sexus, ‘sexo’) es la atracción romántica, atracción sexual o comportamiento sexual entre miembros del mismo sexo. Como orientación sexual, la homosexualidad es un patrón duradero de atracción emocional, romántica y/o sexual hacia personas del mismo sexo. También se refiere al sentido de identidad basado en esas atracciones, los comportamientos relacionados y la pertenencia a una comunidad que comparte esas atracciones.
Es difícil estimar de manera fiable el porcentaje de la población homosexual o la proporción de personas que tienen experiencias homosexuales por distintas razones, fundamentalmente debido a que muchos homosexuales no se identifican abiertamente como tales, debido a la homofobia. No hay consenso en la comunidad científica en torno a las causas concretas por las que un individuo desarrolla una orientación sexual heterosexual, bisexual, homosexual o dirigida a terceros sexos o géneros. La ciencia tiende a favorecer modelos biológicos, pero el consenso científico es que no hay un único factor que explique el desarrollo de la orientación sexual. La orientación sexual se determina por una compleja interacción de factores biológicos y ambientales y queda determinada a una edad muy temprana, muy anterior a la pubertad. Algunos estudios han mostrado que, en el caso de la homosexualidad masculina, los factores biológicos predominan sobre los ambientales y sociales, pero también han mostrado que esa causalidad es menor en la homosexualidad femenina.
No hay evidencia científica de que las experiencias en la infancia del individuo o la crianza de los hijos por los padres influyan en la orientación sexual del individuo. El consenso científico es que la orientación sexual no es algo que una persona pueda elegir voluntariamente, y no hay pruebas de que sea posible cambiar la orientación sexual que cada persona tiene. Las relaciones afectivo-sexuales homosexuales son psicológicamente equivalentes a las heterosexuales, incluida su capacidad de criar hijos en familias homoparentales.
El comportamiento homosexual ha sido observado en cientos de especies animales, especialmente en mamíferos y aves. La homosexualidad es una manifestación normal y natural de la sexualidad humana y no es en sí misma una fuente de efectos psicológicos negativos. Aunque el término «homosexualidad» no aparece hasta el siglo XIX, las distintas culturas humanas han identificado comportamientos homosexuales al menos desde el I milenio a. C., y desde entonces han existido múltiples actitudes hacia la homosexualidad: ha sido tanto admirada como condenada como vista con indiferencia. La cultura occidental y cristiana gestada por Europa y extendida a todo el mundo mediante el proceso de occidentalización, se caracterizó por un fuerte rechazo de la homosexualidad (homofobia), tanto desde el punto de vista penal, como médico-psiquiátrico y religioso; desde mediados del siglo XX una creciente movilización y organización LGBT ha ido conquistando derechos y una progresiva aceptación social de la homosexualidad y la bisexualidad, a partir de su despenalización y despatologización.

## Terminología

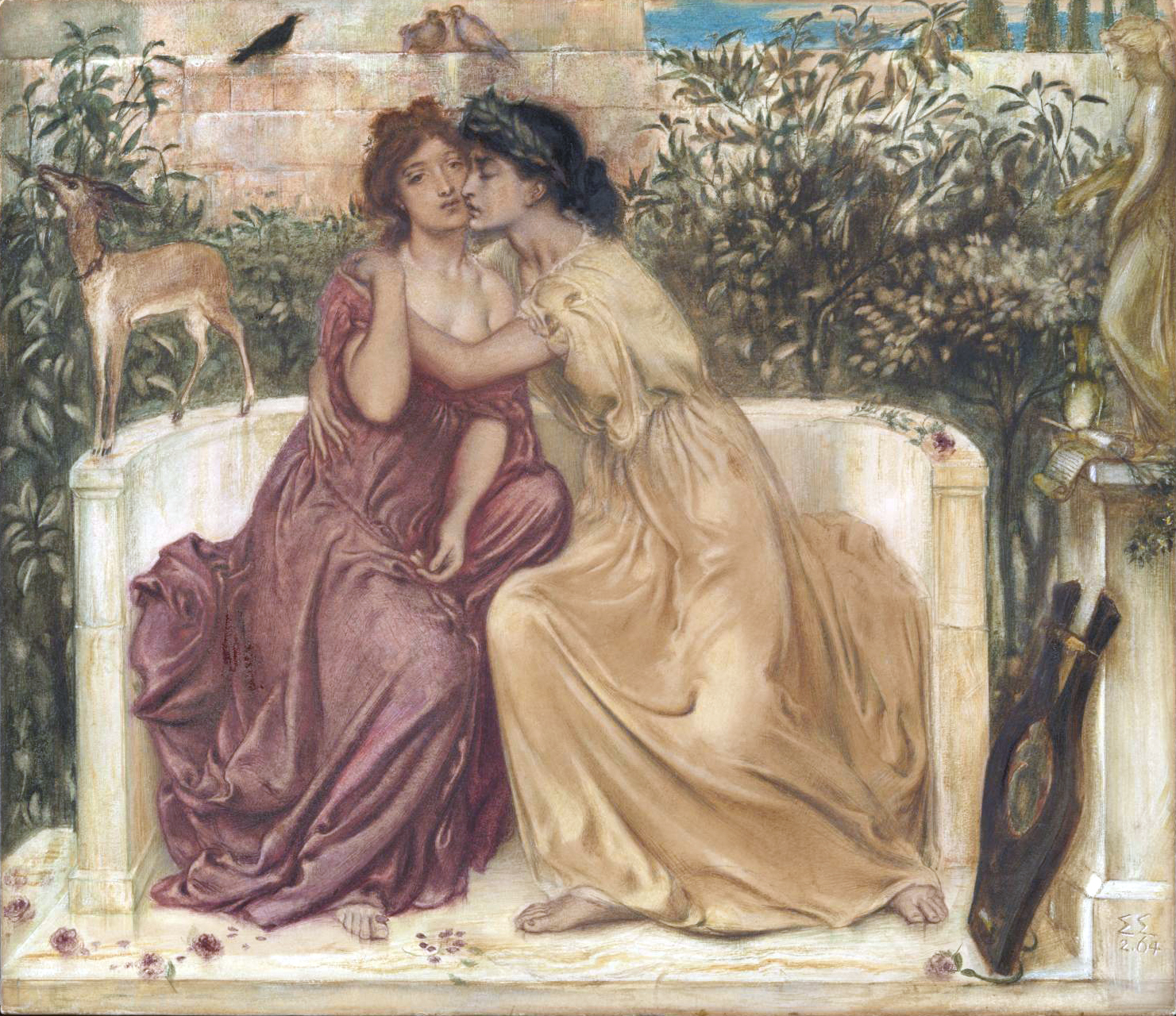
Safo y Erina en un Jardín en Mitilene por Simeon Solomon. El término lesbiana deriva de Safo de Lesbos.

La palabra homosexualidad fue creada en 1869 por Karl Maria Kertbeny en un panfleto anónimo que apoyaba la revocación de las leyes contra la «sodomía» en Prusia. Fue incluida en Psychopathia Sexualis (1886), un estudio de Richard von Krafft-Ebing acerca de lo que en esa época se consideraba una desviación sexual. Aunque hoy se emplea de forma generalizada, es oportuno reseñar que la existencia de la categoría homosexual en sí misma, aplicada a personas, es objeto de contestación desde diferentes puntos ideológicos. Ya que algunas corrientes niegan que la orientación sexual de una persona la defina en modo alguno. La terminación -ismo se considera a veces como peyorativa, tal como sucede con la palabra homosexualismo. Este sufijo tiene numerosas definiciones, que van desde «partidario de...» hasta «enfermedad de...», como en el caso de gigantismo. Por ello, su uso definiría la idea de que el colectivo homosexual tendiese a la promoción de sus conductas, o incluso de que la condición homosexual debiera entenderse como una deficiencia mental. Al irse apartando la sociedad de la creencia de que la homosexualidad es una enfermedad, se fue imponiendo el término homosexualidad, ya que la terminación -idad únicamente implica «calidad de...». Hoy, la RAE solo recoge esta última.
Actualmente, el anglicismo gay se refiere a un individuo homosexual masculino; ha venido a sustituir términos castellanos malsonantes u ofensivos (vg. cueco, culero, invertido, marica, maricón, puto, sarasa y sodomita; entre otros). La homosexualidad femenina se llama también lesbianismo o lesbianidad (calidad de lesbiana). Los adjetivos correspondientes son lésbico(s) y lésbica(s). Este término proviene de la isla de Lesbos en Grecia y de la poetisa Safo, a quien sus poemas apasionados, dedicados a sus amigas, y la vida rodeada de otras mujeres le valió la reputación de homosexual.
- Gay: hombre homosexual con una orientación sexual que le hace sentirse atraído sexualmente y afectivamente por otras personas de su mismo sexo. Esto es, por otros hombres.[7][41][42][43] En el caso de relaciones de personas plurisexuales (bisexuales, pansexuales, omnisexuales o polisexuales) con un hombre, algunos sitios recomiendan utilizar el neologismo de «relación aquileana».[44][45][46][47]
- Lesbiana: mujer homosexual con una orientación sexual que le hace sentirse atraída sexualmente y afectivamente por otras personas de su mismo sexo. Esto es, por otras mujeres.[7][41][48][49] En las relaciones de personas plurisexuales (bisexuales, pansexuales, omnisexuales o polisexuales) con una mujer, algunos sitios recomiendan usar la expresión «relación sáfica»,[44][45][46][46][47] aún cuando se tratan de sinónimos.[50]

Bandera gay[51][52]
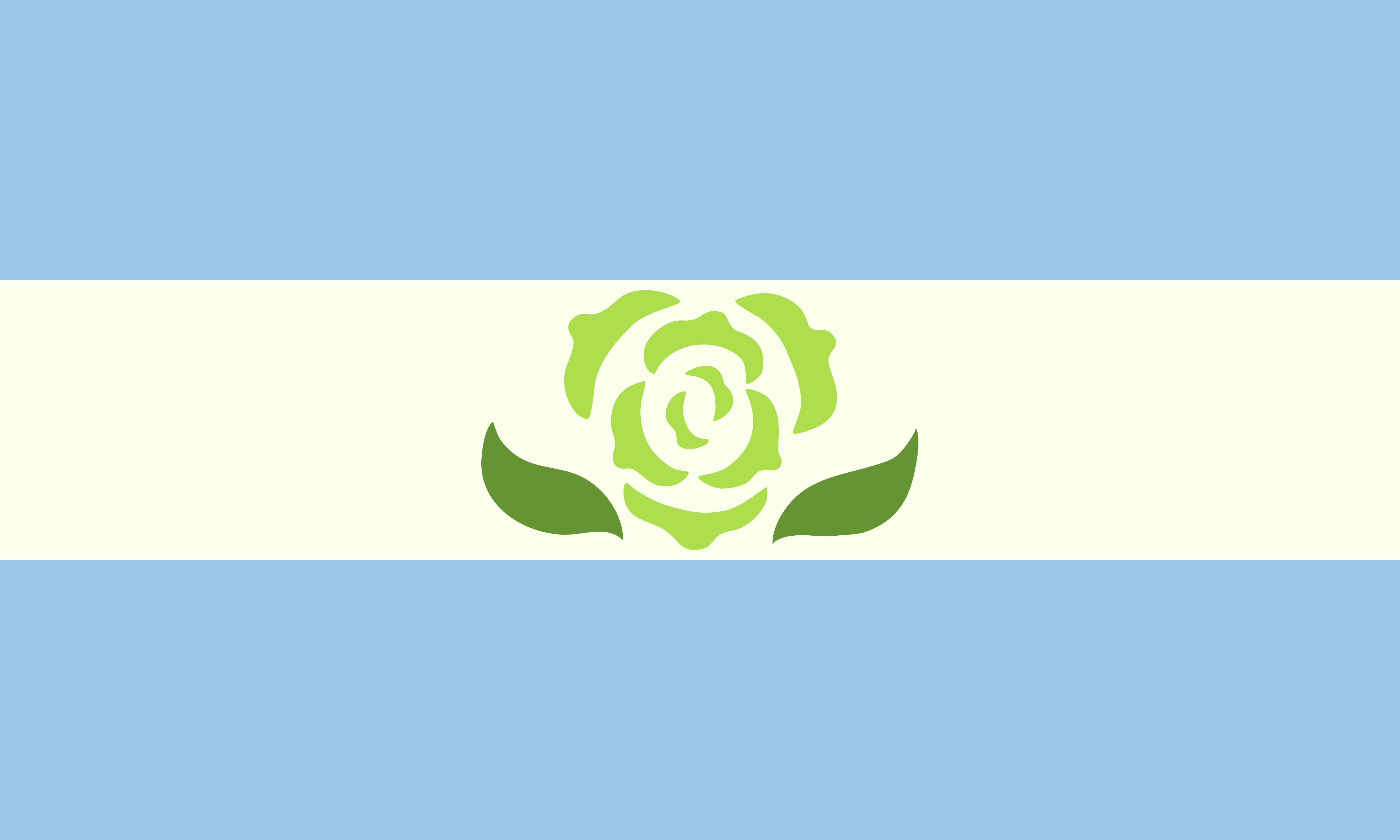
Bandera aquileana
Bandera lésbica[53]
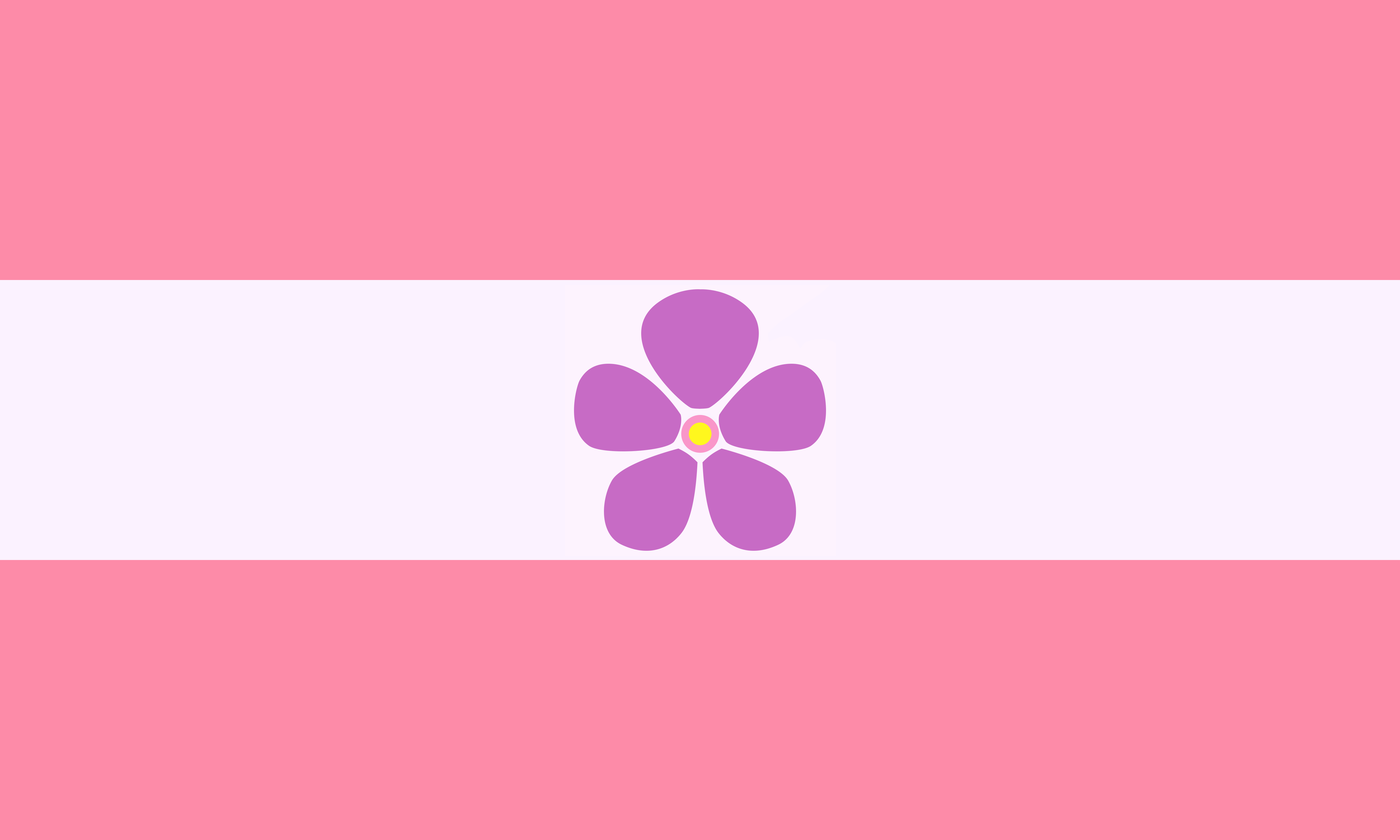
Bandera sáfica

## Estudio académico sobre las causas de la homosexualidad
La extendida creencia en que las experiencias durante el desarrollo en la infancia, la influencia y la relación con los padres, las "malas compañías", etc. pueden explicar la orientación homosexual, es tan discutida como su explicación con base en causas biológicas. Por un lado, muchos campos científico-naturales intentan demostrar que muchos casos concretos de homosexualidad tienen una causa biológica. Los datos empíricos de la realidad y los resultados experimentales en animales no-humanos son coherentes con diversas teorías biológicas y son incompatibles con la teoría sociocultural. Por otro lado, la historia de la ciencia y las ciencias sociales argumentan con datos socioculturales que la orientación sexual es producto de una relación confrontacional entre la biología humana y el entorno sociocultural, y que muchas veces el poder político sobre los cuerpos y el significado cultural de la orientación sexual sobrepasa la "naturalidad" de esta misma.

### Hipótesis neuroendocrina prenatal

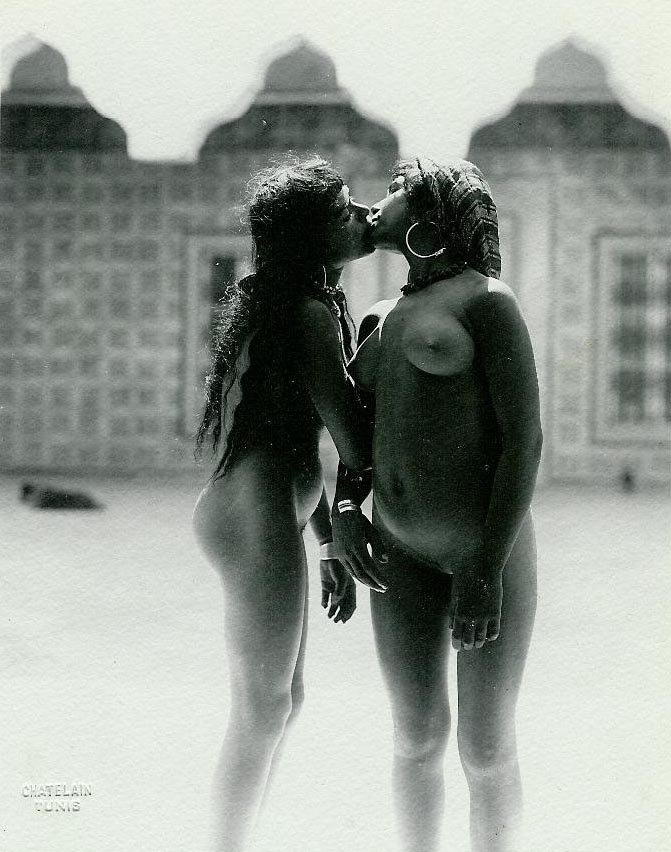
Dos mujeres besándose en Túnez, 1904.

Durante la gestación, el embrión crece de tamaño al tiempo que se van diferenciando los diversos órganos del nuevo ser. Unos embriones (XX) se transforman en fetos femeninos y otros (XY) en fetos masculinos lo que tiene su manifestación más evidente en los órganos genitales. Pero, si acepta la presunción de que lo "masculino" es todo lo correspondiente a los hombres y lo "femenino" todo lo correspondiente a las mujeres, todos los órganos son feminizados o masculinizados, principalmente el cerebro, como resultado de la acción de la testosterona (masculinización) o por la falta de testosterona (feminización). La diferenciación sexual genital se produce durante el primer trimestre de la gestación y la diferenciación sexual cerebral entre el segundo y tercer trimestre. Puesto que ambos procesos están desfasados en el tiempo, puede suceder que se diferencie un cerebro de hembra humana en un feto con genitales de macho humano. Análogamente, puede masculinizarse el cerebro de un feto femenino.
El cerebro de muchas mujeres independientemente del sexo genital de la persona, determina una orientación sexual hacia los hombres. Del mismo modo, el cerebro de los hombres, al margen del sexo biológico de la persona, determina la atracción sexual por las mujeres. Sexo masculino con cerebro femenino resultara ser de esta manera "gay". Sexo femenino con cerebro masculino resulta en consecuencia ser "lesbiana". La orientación sexual viene determinada prenatalmente por la impronta de las hormonas sobre el cerebro durante la gestación. Durante la infancia y la adolescencia, las hormonas sexuales desarrollan los caracteres sexuales secundarios (cambio de voz, barba, vello púbico, etc.) y activan la orientación sexual establecida prenatalmente, pero no pueden modificarla.
Esta hipótesis está experimentalmente demostrada en mamíferos no-humanos y, si es que es posible la comparación, se supone que es la explicación de la mayoría de los casos de orientación homosexual. Se sabe además que existen otros mecanismos biológicos (el llamado efecto FBO) que explican otros casos de homosexualidad. Y parece tener bastante probabilidad de actuar también algún mecanismo epigenético en otros casos.

### Manifestaciones neurológicas
Algunos investigadores han sostenido que existen manifestaciones neurológicas de la homosexualidad. En 1991, el neurocientífico estadounidense Simon LeVay, publicó un artículo llamado "Una diferencia en la estructura hipotalámica entre hombres homosexuales y heterosexuales". El trabajo sostuvo que el tercer núcleo intersticial del hipotálamo anterior (INAH3) era, en promedio, dos veces más grande en los hombres heterosexuales que en las mujeres heterosexuales. En los hombres homosexuales el tamaño del INAH3 era similar al de las mujeres heterosexuales. El INAH3, por su localización y conexiones es el equivalente humano del llamado núcleo sexualmente dimórfico del área preóptica (SDN-POA) de otros mamíferos estudiados (ratas y ovejas) que se sabe está relacionado con la conducta sexual de esos animales no humanos.
El trabajo de LeVay no consiguió "el grado de consenso exigible" para una investigación científica. Willian Bayne, de la Facultad de Medicina Albert Einstein, ha señalado que carece de la solidez suficiente, en aspectos cruciales para la obtención de dichos resultados, como la técnica de tinción histológica empleada y el fuerte desacuerdo de la comunidad científica sobre las regiones cerebrales que presentan dimorfismo sexual.
También se ha sostenido que en las ovejas se ha demostrado una asociación entre el tamaño del SDN-POA y la preferencia sexual: los carneros homosexuales muestran un tamaño de esta estructura nerviosa menor que los heterosexuales y similar al de las ovejas. El dimorfismo sexual cerebral en las ovejas se produce antes del nacimiento e independientemente de la experiencia sexual. Otros trabajos, concluyen que estructuras del sistema nervioso central humano (comisura del cuerpo calloso, núcleo supraquiasmático, etc.) muestran igualmente diferencias de tamaño vinculadas con la orientación sexual (el sexo mental) en vez de con el sexo genital de la persona.
El neurocientífico neerlandés Dr. Dick Swaab, fundador del Banco de Cerebros de la Universidad de Ámsterdam, menciona que en la orientación sexual interfieren gran cantidad de factores como circuitos neuronales, factores genéticos y hormonas; pero hace hincapié en que, durante los seis primeros meses de vida gestacional, se establece una impronta de carácter sexual en el encéfalo y que en dos etapas subsecuentes e importantes, durante los dos primeros años de vida y la adolescencia, existen cambios de gran actividad hormonal que pueden consolidar la forma en que cada individuo ejerce su sexualidad.
También se han publicado controvertidos trabajos que mencionan hallazgos con respecto al consumo de medicamentos en mujeres embarazadas, sobre todo dentro de los primeros dos trimestres de vida gestacional, como la utilización de analgésicos y antiinflamatorios no esteroideos pudiendo inhibir la producción y síntesis de prostaglandinas esenciales en la configuración neuronal hipotalámica fetal y que puede ser crucial para definir las características de la orientación sexual.

### Punto de vista psicoanalítico
La homosexualidad, como categoría psicológica, se constituye a partir de un artículo de Carl Westphal en 1870 sobre «las sensaciones sexuales contrarias».
Para el psicoanálisis la homosexualidad no viene dada por la genética sino que es una elección. No una elección voluntaria o consciente ni algo que el sujeto pueda modificar por gusto, sino una elección inconsciente. No habría nada en la naturaleza humana que dictaminara que a los varones deben atraerles las mujeres y a las mujeres los varones.
La elección de objeto de amor, o sea, enamorarse de un varón o de una mujer, es algo que se definiría a partir de la resolución de la conflictiva edípica en todos los seres humanos, sean homosexuales o heterosexuales. En el caso de los homosexuales, en vez de elegir al progenitor del sexo opuesto, al salir del edipo se elegiría como objeto de amor al progenitor del mismo sexo. Esa elección dependería más del tipo de vínculo creado con cada progenitor que de la naturaleza o los instintos.
Durante el siglo XX hubo psicoanalistas que consideraban a la homosexualidad dentro de la estructura perversa, pero este concepto de perversión no posee la connotación vulgar peyorativa o moralizante, sino que simplemente engloba todas a las prácticas sexuales que no llevan a la reproducción, incluyendo las caricias y los besos.
En el siglo XXI se sostiene que la homosexualidad aparece tanto en una estructura mental perversa como en una estructura neurótica o en una psicótica y ya no se habla de homosexualidad sino de homosexualidades. Se piensa la sexualidad en general como una pluralidad más polimorfa.
Freud derivaba la homosexualidad de la bisexualidad psíquica, común a todos los seres humanos y decía que intentar transformar un homosexual en heterosexual, era tan imposible como intentar transformar un heterosexual en homosexual.

### Otros puntos de vista

#### Informe Kinsey

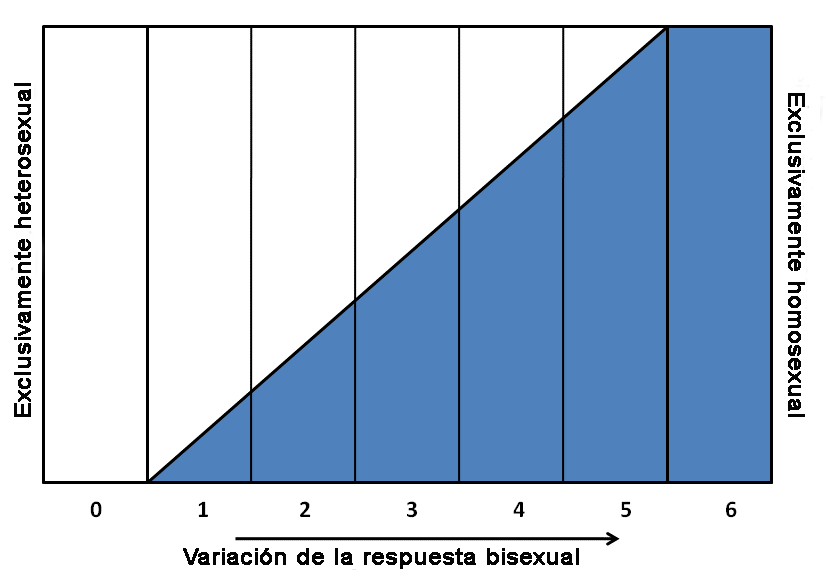
En el Informe Kinsey se establecen diversos grados de bisexualidad, se indica en azul la proporción de prácticas homosexuales.

Así, con posterioridad, los estudios científicos realizados por Alfred C. Kinsey, concluyeron que, analizados tanto el comportamiento como la identidad, la mayor parte de la población parece tener por lo menos alguna tendencia bisexual (atracción hacia personas tanto de uno como de otro sexo), aunque ordinariamente se prefiere un sexo u otro. Kinsey y sus estudiantes consideraron que solo una minoría (del 5 al 10 %) es completamente heterosexual o completamente homosexual. De la misma manera, solo una minoría aún más pequeña puede considerarse completamente bisexual y se establecieron diversos grados de bisexualidad. Estudios posteriores han querido demostrar que el informe de Kinsey había exagerado la prevalencia de la bisexualidad en la población; pero todavía su idea goza de una gran aceptación.

#### Teoríaqueer
Algunos pensadores en los estudios de género, como el filósofo francés Michel Foucault (aunque algunas personas hayan argumentado que sus ideas en este tema han sido distorsionadas), o Judith Butler, atacan la idea de que las identidades sexuales —tales como la homosexualidad, la heterosexualidad o la bisexualidad— tengan cualquier existencia objetiva. Dicen, en su lugar, que son constructos sociales. Este punto de vista teórico se llama teoría queer. Un argumento frecuente es que la homosexualidad premoderna era diferente a la homosexualidad actual, puesto que estaba estructurada por edad, por sexo o por clase, en vez de ser igualitaria. Los críticos contestan que, aunque la homosexualidad de épocas distintas haya tenido rasgos distintos, el fenómeno básico ha existido siempre y no es una creación de la sociedad actual.
Judith Butler ha ejercido una gran influencia dentro de la teoría feminista y los estudios queer por proponer una concepción del género imitativa y representativa. Gender Trouble es el texto inicial de la teoría queer; en él, Butler señala que el género es esencialmente identificación, que consiste en una fantasía dentro de otra fantasía. El género se define, según Butler, en lo que denomina el performance, esto es, la repetición que imita constantemente la fantasía que constituyen las significaciones de manera encarnada. Bajo esta visión, comportamientos como el amaneramiento de algunos gays y transexuales, o las relaciones butch/femme con su imitación particular del género revelan, según Butler, la estructura imitativa propia del género. En “Imitación e insubordinación de género” (2000) Butler se cuestiona la posibilidad de teorizar como lesbiana, por ser esta una categoría de identidad, un requerimiento a convertirse en aquello que ya se es. Las categorías de identidad tienden a ser instrumentos de regímenes regularizadores, tanto si obran como categorías normalizadoras de estructuras opresoras, como si sirven de encuentro para una oposición liberadora. Es decir, la categoría “lesbiana” es tan reguladora como lo es la categoría “heterosexual”. Para Butler, cualquier categoría de identidad controla el erotismo, describe, autoriza y, en mucho menor medida, libera. La teoría no debería entenderse en el simple sentido de contemplación desinteresada, sino que es totalmente política. Butler rechaza convertirse en defensora de alguna teoría que legitime y domestique los estudios sobre homosexualidad/lesbianismo para entrar en el mundo académico, a través de prácticas elitistas. Parte de la idea foucaultiana de que hablar de “homosexualidad” es en sí mismo una extensión del discurso homofóbico. Nombrar el lesbianismo es al mismo tiempo evocar al instrumento de poder, pero también un punto de resistencia a la opresión. La sexualidad deja de ser sexualidad tras someterla a la absoluta explicitud.

#### Selección social de Roughgarden
Una de las últimas teorías propuestas para la homosexualidad se basa en la llamada selección social. Propuesta por la profesora de biología de la Universidad de Stanford Joan Roughgarden, la teoría se enfrenta a la selección sexual de Darwin. Básicamente niega la reducción de la diversidad sexual a dos sexos, uno masculino y agresivo y otro femenino y cohibido. Con numerosos ejemplos del reino animal y de culturas distintas de la occidental, muestra que la naturaleza y las diferentes sociedades ofrecen soluciones a la sexualidad: peces con varios tipos diferentes de machos o cuyos componentes cambian de sexo en caso de necesidad; mamíferos que tienen a la vez órganos reproductores masculinos y femeninos, etc. En el caso de la biología humana, afirma que la existencia de homosexuales, transexuales e intersexuales no es más que una variación natural que se integra perfectamente en la diversidad mostrada por los demás animales. La expresión social de esta diversidad se encontraría en sociedades como la de los nativos norteamericanos, con sus dos espíritus, los mahu polinésicos, los hijra indios o los eunucos, que identifica con personas transgénero.

### Homosexualidad en la población

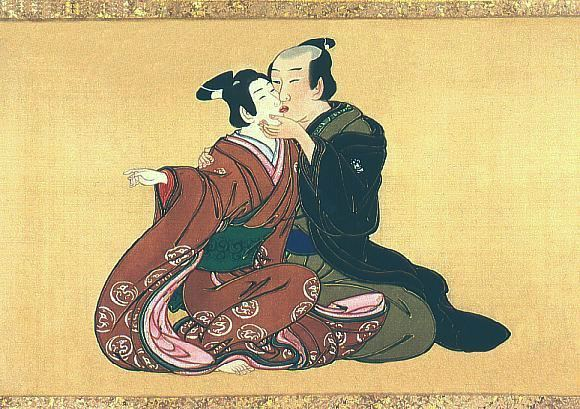
Samurai besa a actor de kabuki ca. 1750.

Las personas que generalmente tienen una orientación heterosexual pueden sentir deseos leves u ocasionales hacia personas del mismo sexo, del mismo modo que aquellos que generalmente tienen una orientación homosexual pueden sentir deseos leves u ocasionales hacia personas del sexo opuesto.
Hay personas con orientación homosexual que, por las condiciones de intolerancia y violencia o de difícil acceso a otras personas del mismo sexo, se han forzado a sí mismos a mantener relaciones heterosexuales.
La represión, la homofobia y la postura de la mayor parte de las religiones obliga a los homosexuales a esconder su orientación fingiendo ante la sociedad tener una orientación heterosexual, lo que se denomina coloquialmente «estar en el armario» o «en el clóset». Sin embargo, autores como el doctor Joseph Nicolosi refieren que, si muchos homosexuales ocultan su orientación sexual, no se debe tanto a la represión social, que no se niega como factor secundario, sino a que la homosexualidad en sí misma representa para el homosexual una condición de incompatibilidad tanto a las bases sociales establecidas como a su particular sistema de valores morales, es decir, que existe un conflicto entre lo que se es y lo que se debe ser según la educación familiar que se haya dado, así como a ciertos grados de desorden en la identidad sexual.
En la actualidad, hay personas con orientación homosexual que están 'saliendo del armario' o que 'han salido del armario', lo que se aplicaría a las personas que dejan de fingir o reprimir su orientación sexual.
La actividad sexual con una persona del mismo sexo no se considera necesariamente homosexualidad como orientación sexual, sino un comportamiento homosexual. No todos los que desean a personas del mismo sexo se identifican como homosexuales o bisexuales. Algunos tienen relaciones sexuales a menudo con personas del mismo sexo, si bien persisten en afirmar que son y se definen como heterosexuales. Sería entonces posible distinguir entre comportamiento, deseo e identidad homosexual, los cuales no siempre coinciden. Por ejemplo, en algunos sitios segregados por sexo puede aparecer relaciones homosexuales "situacionales", aunque el comportamiento sea heterosexual fuera de allí. Lo mismo puede ocurrir por razones económicas o ajenas a la voluntad.
El informe Kinsey reportó que el 37 por ciento de los varones estadounidenses admitían que habían experimentado un orgasmo al tener contacto sexual con otro varón. La mayor parte de los estudios al azar efectuados en los Estados Unidos y en Europa occidental estiman que alrededor del 8 por ciento de los hombres y las mujeres admiten haber tenido alguna experiencia homosexual, y que alrededor del 2 por ciento admiten su preferencia por experiencias exclusivamente homosexuales. El National Opinion Research Center ("Centro Nacional de Investigación en Opiniones", en español) ha informado que aproximadamente el 0,7 por ciento de los hombres estadounidenses se consideran homosexuales.

### Organizaciones médicas y la homosexualidad
Históricamente el primer acontecimiento importante en este terreno fue dado por el consejo de administración de la Asociación Norteamericana de Psiquiatría (APA) en 1973, decidiendo de manera unánime retirar la homosexualidad como trastorno de la sección Desviaciones sexuales de la segunda edición del Manual Diagnóstico y Estadístico de los Trastornos Mentales (el DSM-II), manual de referencia en los países occidentales en el campo de la siquiatría. Normalmente estas decisiones no acarreaban mayores problemas, pero en este caso particular provocó una gran controversia entre los más de 20 000 miembros de la APA, que finalmente obligaron, por primera y última vez en los 174 años de historia de la organización, a someter a votación de todos los miembros la decisión del consejo. Un 58 % ratificó lo acordado por el consejo de administración.
Finalmente se modificó el diagnóstico inicial por otra categoría más suave de "perturbaciones en la orientación sexual", que se sustituiría más tarde, en la tercera edición (el DSM-III), por el término homosexualidad egodistónica (estrés permanente producido por la no aceptación de la propia orientación sexual), que a su vez se eliminaría de la revisión de esa misma edición (DSM-III-R) en 1986. La APA clasifica ahora el persistente e intenso malestar sobre la orientación sexual propia como uno de los "trastornos sexuales no especificados".
Los que han criticado estas decisiones aseguran que fueron el resultado de la presión política de grupos activistas LGBT, y no producto de la investigación científica. Estos activistas a su vez se basaban en los estudios empíricos, entre otros, de Alfred Kinsey y Evelyn Hooker. Estos estudios apoyaban la noción de que la profesión psiquiátrica había aceptado sin pruebas presunciones sobre la conexión entre la homosexualidad y ciertas formas de desajuste psicológico, o que la homosexualidad era un «síntoma» de patología mental.
Clinton Anderson, director de la Oficina de Asuntos Lésbicos, Gay y Bisexuales de la Asociación Psicológica Norteamericana (APA), recalcó la necesidad de basarse en evidencia científica y no en ideologías a la hora de evaluar la posición global de los psicólogos frente a gais y lesbianas, y defendió la necesidad de que algunos grupos conservadores no participaran de dicha toma de decisiones. Los miembros de la APA también consideran inútil el debate sobre el nuevo estudio del psiquiatra Robert Spitzer en el que cambia de opinión y afirma que la orientación sexual se puede modificar.
El fundamento que daba antes Spitzer para suprimir la homosexualidad como diagnóstico en 1973 era que, para ser considerada un trastorno psiquiátrico «debe producir con regularidad angustia subjetiva o asociarse con frecuencia con algún deterioro en la efectividad o en el funcionamiento social». Como otras condiciones sexuales que sí están clasificadas dentro de la lista de trastornos, la homosexualidad en sí misma no posee estos requerimientos para ser considerada un trastorno psiquiátrico, debido a que muchas personas están bastante satisfechas con su orientación sexual y demuestran no tener deterioro generalizado en la efectividad o en el funcionamiento social.
Actualmente, organizaciones estadounidenses e internacionales tales como la Asociación Médica Norteamericana (American Medical Association), la Asociación Norteamericana de Consejería (American Counseling Association), la Asociación Nacional de Trabajadores Sociales (National Association of Social Workers), la Academia Norteamericana de Pediatría (American Academy of Pediatrics), la Asociación Nacional de Psicólogos Escolares (National Association of School Psychologists), la Academia Norteamericana de Asistencia Médica (American Academy of Physician Assistants), la Organización Mundial de la Salud (OMS) y otras muchas también han dejado de considerar la homosexualidad como una enfermedad, siguiendo en parte la decisión de 1973 de la APA.
El 17 de mayo de 1990, la Organización Mundial de la Salud (OMS) excluyó la homosexualidad de la Clasificación Estadística Internacional de Enfermedades y otros Problemas de Salud. El gobierno del Reino Unido hizo lo propio en 1994, seguido por el Ministerio de Salud de la Federación Rusa en 1999 y la Sociedad China de Psiquiatría en 2001.
Adicionalmente, diversas organizaciones profesionales, entre ellas la Asociación Psicológica Norteamericana, no consideran que los intentos de modificación de la orientación sexual homoerótica sean procedimientos profesionalmente éticos, en tanto que tales intentos no han producido resultados clínicos satisfactorios, y el concepto de funcionalidad conductual se ha desarrollado a favor de las «personas» frente al control social coercitivo.

## Proceso de aceptación y formación de la identidad homosexual
Existen diferentes modelos que describen los procesos por los que una persona se cuestiona su sexualidad, define su identidad y se acepta.
- Modelo de Viviane Cass desarrollado en 1979. Describe el proceso con seis etapas secuenciales: confusión, comparación, tolerancia, identidad, orgullo e integración.
- Modelo de Troiden, de 1979 para adolescentes.
- Modelo de Woodman y Lenna, descrito en su obra de 1980 Counseling with gay men and women : a guide for facilitating positive life-styles
- Modelo de Coleman, descrito en su obra de 1981 Developmental stages of the coming out process. Journal of Homosexuality
- Modelo de Fassinger de 1996.
- Modelo de Sonia Soriano Rubio, descrito en su obra de 2004 Adolescentes gays y lesbianas en el ámbito educativo: análisis de la realidad y líneas generales para una propuesta educativa

## Homosexualidad a lo largo de la historia
La homosexualidad ha estado presente en las sociedades desde tiempos muy antiguos, y se han encontrado casos de homosexualidad bastante bien documentados desde la más temprana antigüedad.

### En Grecia y Roma

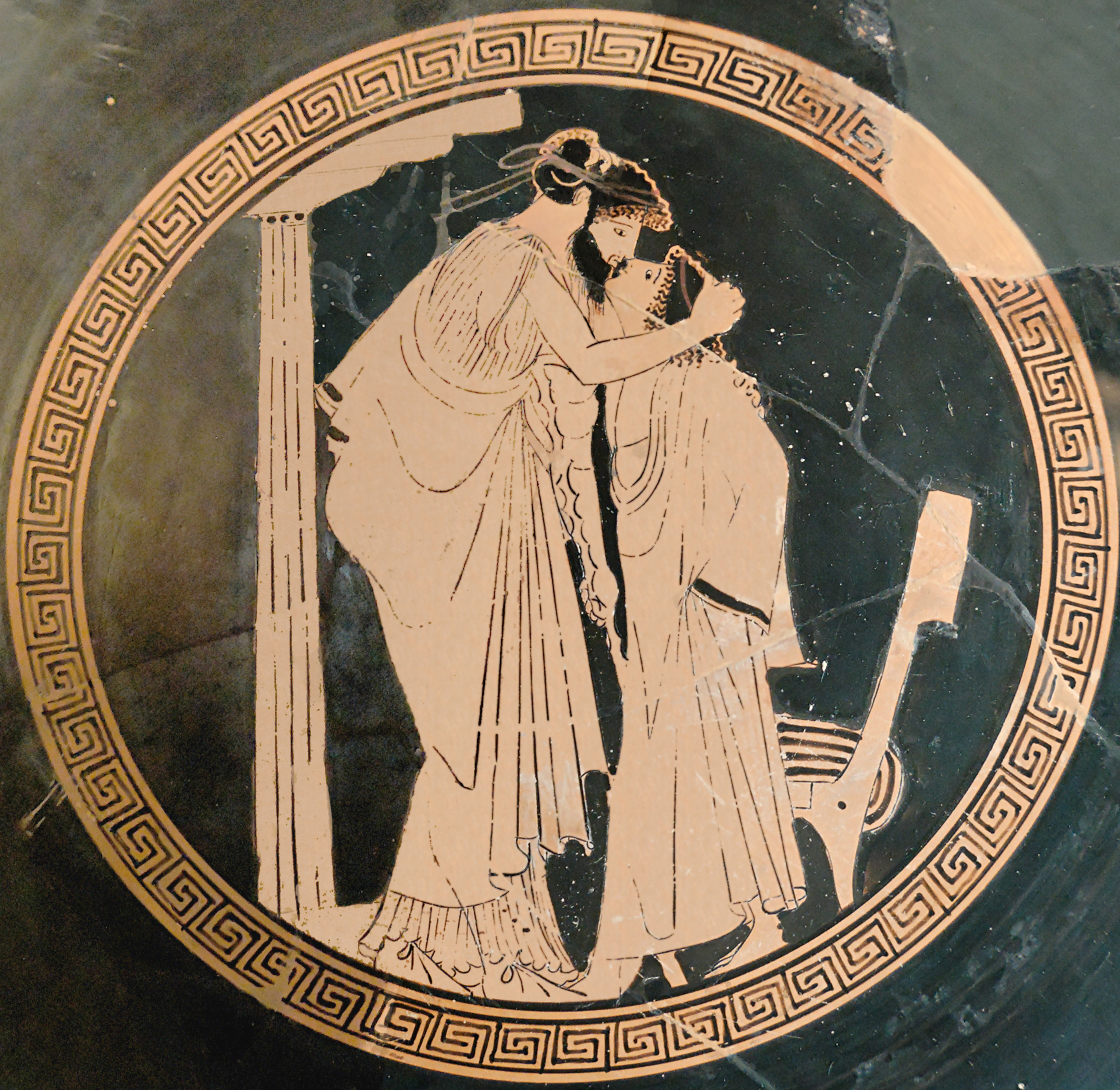
Kylix ático que representa un amante (ἐραστής) besando a su amado (ἐρώμενος). Las representaciones de escenas pederastas son abundantes en el arte griego.

El lugar del homosexual en la sociedad y la percepción de la homosexualidad cambia muchísimo entre las sociedades y las épocas. En la Grecia antigua, por ejemplo, se consideraba normal que un muchacho (entre la pubertad y el crecimiento de la barba) fuera el amante de un hombre mayor, el cual se ocupaba de la educación política, social, científica y moral del amado. Pero se consideraba más extraño que dos hombres adultos mantuviesen una relación amorosa (aunque se ve que era normal en la relación entre Aquiles y Patroclo, o en las parejas de soldados tebanos y hasta en la relación entre Alejandro Magno y Hefestión). Cuando se habla de la homosexualidad en los ejércitos de la antigua Grecia se menciona principalmente a la tropa sagrada tebana pero esta no es el único ejemplo de prácticas homoeróticas u homosexuales entre los militares de los ejércitos griegos. Eran frecuentemente utilizadas tanto en el adiestramiento y entrenamiento militar, como para mantener la moral y fortalecer los lazos y el espíritu de combate de la tropa en tiempos de guerra.
Existen numerosos ejemplos de literatura lírica ensalzando el amor y las relaciones homoeróticas. Los poetas latinos de la época dan por hecho que todos los hombres sienten deseo homosexual en algún que otro momento. Ejemplos de poetas con alguna obra que alaban estas relaciones son Catulo, Horacio, Virgilio u Ovidio. Cabe destacar el hecho de que ser «pasivo» no era bien visto socialmente, pues se consideraba que serlo significaba ser intelectualmente inferior y más inexperto que el que asumía un rol «activo». También es destacable que la homosexualidad femenina no estaba bien vista; la máxima griega era, a este respecto, que «la mujer era para la reproducción, pero el hombre para el placer». Se reconocía que era necesario preservar la estirpe, la especie, pero que solamente se podía encontrar placer en la relación íntima con otro hombre, ya que el hombre se consideraba un ser más perfecto que la mujer y, por lo tanto, la unión entre dos hombres sería más perfecta. Por su parte Marcial defiende las relaciones pederastas ensalzando el amor hacia el efebo, no su mero uso sexual. En un pasaje anecdótico menciona que es descubierto por su esposa "dentro de un chico", ella le recrimina con desprecio diciéndole que no le podría dar lo mismo que ella. Él replica con una lista de personajes mitológicos que, a pesar de estar casados, tienen un joven amante masculino y termina diciendo que la diferencia con una mujer es solo que ella tiene dos "vaginas".

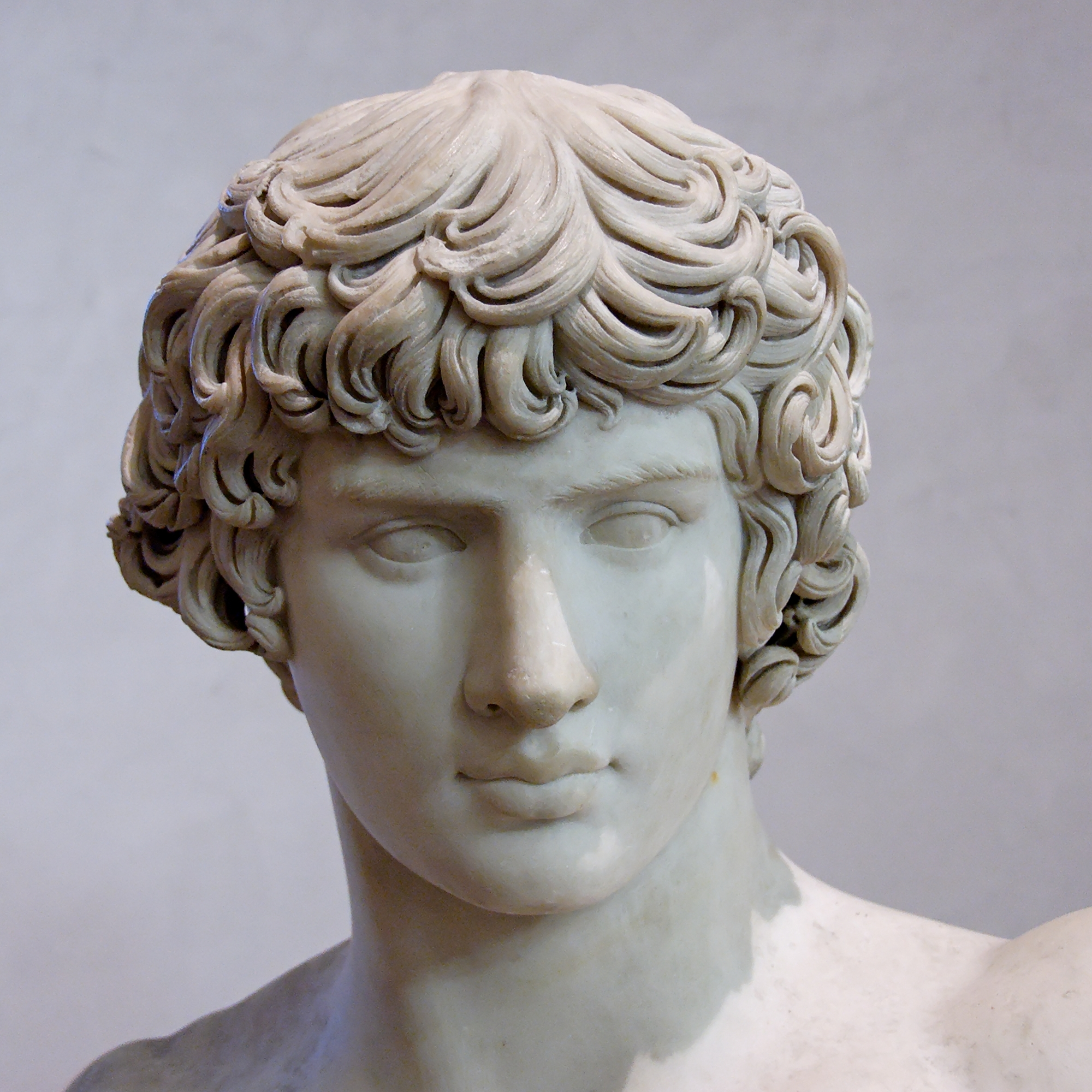
Antínoo, el joven griego amante del emperador Publio Elio Adriano.

En la antigua Roma, si bien algunos autores como Tácito o Suetonio contemplaban la homosexualidad como un signo de degeneración moral e incluso de decadencia cívica, era relativamente frecuente que un hombre penetrara a un esclavo o a un joven, mientras que lo contrario era considerado una desgracia. De Julio César, el gran genio militar, se decía que era vir omnium mulierum et mulier omnium virorum, esto es, ‘el marido de todas las mujeres y la mujer de todos los maridos’. Famoso por sus amoríos con las mujeres de la nobleza romana, los rumores sobre su homosexualidad tienen su origen en el 80 a. C., cuando el joven Julio César fue enviado como embajador a la corte de Nicomedes. Al parecer, el rey asiático quedó tan deslumbrado con la belleza del joven mensajero romano que lo invitó a descansar en su habitación y a participar en un festín donde sirvió de copero real durante el banquete. Su estancia en Bitinia generó fuertes rumores de que ambos —Julio César y Nicomedes— fueron amantes, lo cual motivó a los adversarios políticos de Julio César a llamarle «reina de Bitinia», incluso tiempo después de su estancia en el reino. Tanto a Marco Antonio como a Octavio (este último conocido después como César Augusto) se les señaló que tenían amantes masculinos. De nuevo Suetonio consigna que el emperador Nerón, tomando el rol pasivo con el liberto Doryphorus, imitaba los gritos y gemidos de una mujer joven. También el emperador Galba se sentía atraído por hombres fuertes y experimentados. Y en varias ocasiones se informa que los soldados eran asaltados sexualmente por sus oficiales superiores.

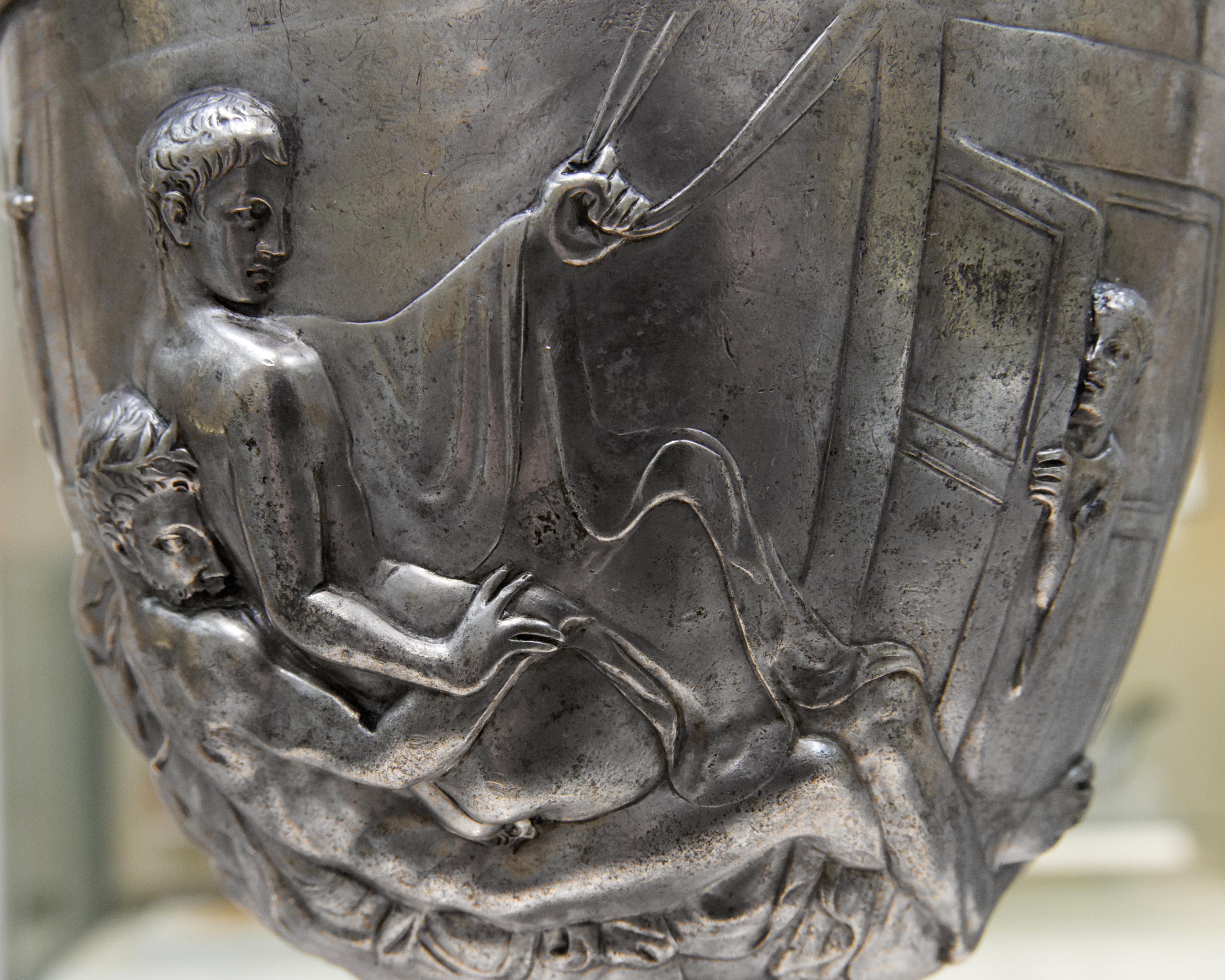
Detalle en la copa Warren de un joven siendo penetrado por un hombre.

En el siglo I Suetonio y Tácito constatan la generalización de matrimonios entre hombres sin trabas, ya que el matrimonio en la sociedad romana era un contrato privado. El emperador Nerón fue el primer emperador romano que se casó con otro hombre, un joven eunuco de palacio llamado Esporo y convertido en Sabina por Nerón para reemplazar a su amada y fallecida Popea. Edward Gibbon ya en 1776 confirma que de los doce primeros emperadores solo a Claudio le interesaban exclusivamente las mujeres. Todos los demás tuvieron chicos u hombres como amantes. El hecho de que Claudio no tuviera ningún amante masculino fue objeto de crítica por parte de Suetonio en su obra Las vidas de los doce césares.
La práctica de la pederastia tiene su cenit durante el reinado del emperador Adriano. Es famoso su amor por el joven griego Antínoo. Tras su prematura muerte ahogado Adriano erigió templos en Bitinia, Mantineia y Atenas en su honor, y hasta le dedicó una ciudad, Antinoópolis. Cabe destacar al joven emperador Heliogábalo, conocido por sus numerosos amantes y que a principios del siglo III siendo adolescente escandalizó a sus contemporáneos casándose públicamente dos veces vestido de mujer, adoptando así explícitamente el papel pasivo en la relación. Son múltiples las anécdotas sobre su comportamiento lascivo, y los soldados de su guardia personal eran conocidos como los «rabos de burro» por ser reclutados en las termas entre los mejor dotados. El también emperador del siglo III Filipo el Árabe, a pesar de que se cree que fue el primer emperador cristiano, fue conocido por su afición a los muchachos. La aceptación social de las relaciones pederastas y homoeróticas fue decayendo a lo largo de los siglos a medida que se fue implantando el cristianismo. De hecho, tras la conversión de Constantino, la asociación de la Iglesia con el poder imperial se tradujo en la incorporación a las leyes de aspectos referentes a la vida sexual. Así, bajo el emperador Teodosio (Lex Dei, s. IV) se castigaba a los homosexuales pasivos que se prostituían con la muerte en la hoguera. Justiniano interpretó la homosexualidad como una ofensa humana y divina a la vez (Codex Iustinianus, s. VI), ampliándose la persecución a todos los homosexuales sin excepción, quienes sufrirán penas corporales (incluida la mutilación de los genitales), de reclusión y hasta la muerte. Estos códigos de la Antigüedad tardía, influidos por las doctrinas cristianas, sentarían las bases de la legislación contra la homosexualidad en la Edad Media.

### En otras latitudes
Una rápida mirada a la historia muestra que la homosexualidad ha existido en todas las civilizaciones tanto en Oriente como Occidente o en el Norte o en el Sur. Existió entre los chinos y los japoneses- que llamaron "shudo"-. Entre los mochicas y los quechuas, los aztecas, narrado en las crónicas. Los griegos y los romanos glorificaron la homosexualidad y se sabe bien de la importancia que se le da en los poemas de La Ilíada, y demás de literatura.

### La Inquisición

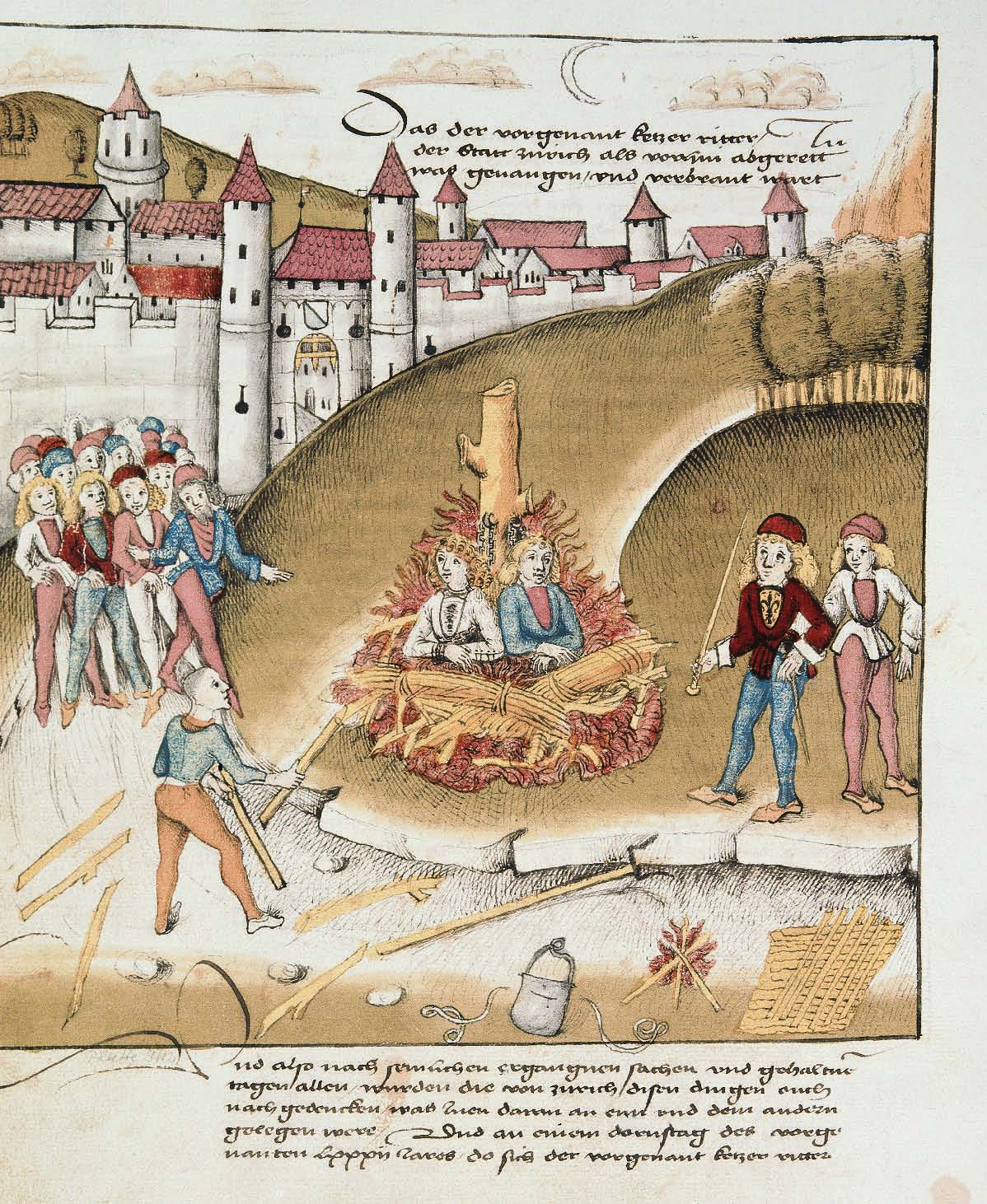
Quema del caballero de Hohenberg y de su sirviente condenados a morir en la hoguera por sodomía junto a la muralla de Zúrich, 1482.

La persecución de la homosexualidad por la Iglesia católica fue constante a lo largo de la Edad Media, si bien la sodomía era una acusación útil que a veces se unía, y no siempre se distinguía, de la de herejía, lo que hace francamente difícil cualquier análisis. Los procesos más sonados, como el ataque contra los templarios, acusados de entregarse a prácticas homosexuales y heréticas, son todos sospechosos y promovidos por razones políticas. En circunstancias normales los nobles y privilegiados rara vez eran acusados de esta clase de delitos, que recaían casi enteramente sobre personas poco importantes y de las que se tienen pocos datos.
Durante los siglos V al XVIII, la tortura y la pena capital, generalmente en la hoguera, eran los suplicios a los que se condenaba en la mayor parte de Europa a los homosexuales. La Santa Inquisición de la Iglesia católica no se diferencia mucho, en su persecución de la homosexualidad, de lo que era corriente en casi todas partes, y es culpable de la tortura y muerte de innumerables personas acusadas del denominado pecado nefando.
Aún se conservan expresiones en el lenguaje (en idiomas diversos) que hacen referencia a la quema en la hoguera de los homosexuales:
- finocchio (finoquio), que en italiano significa ‘maricón’ y también ‘hinojo’ (porque se envolvía a la persona en hojas de hinojo para retardar su agonía entre las llamas); aunque existe una opinión errónea (teñida de homofobia) de que la acepción insultante es moderna y proviene del término caer de hinojos o arrodillarse (para realizar sexo oral). Pero en italiano, rodilla es ginocchio, y no finocchio;
- faggot, que en inglés actual significa ‘maricón’, pero que en el pasado quería decir ‘haz de leña’, y se relaciona con la leña con que los homosexuales eran quemados vivos hasta morir por su pecado contra natura.

### Homosexualidad en la piratería
En un ambiente marítimo carente de mujeres o grupo social de un mismo sexo, la homosexualidad y las prácticas homosexuales eran ampliamente aceptadas y parte de la vida diaria en el mundo de los bucaneros o piratas. La mayoría de los piratas rechazaban la heterosexualidad incluso cuando en los puertos existía la posibilidad de tener contactos sexuales con mujeres, generalmente prostitutas. Las mujeres capturadas rara vez eran utilizadas sexualmente, sino más bien eran usadas para pedir rescate. Algunos piratas preferían a los muchachos jóvenes, debido a ello solían raptarlos y obligarlos a aprender sobre marinería siendo entrenados por un pirata tutelar. El pirata y su «aprendiz» creaban fuertes lazos llegando incluso a dormir y comer juntos, en algunas ocasiones compartían el botín.
Los piratas conformaron los primeros «matrimonios» o uniones homosexuales de la historia moderna en la institución conocida como matelotage. Era una unión contractual entre dos hombres, que incluía la herencia de los bienes en caso de fallecimiento de uno de los «cónyuges». El «matelot» era generalmente el pirata, pareja sexual o compañero más joven o económicamente desfavorecido. Algunos personajes notables que se encontraban en situación de matelotage fueron Alexandre Olivier Exquemelin, cirujano francés de la expedición de Henry Morgan; los piratas Bartholomew Roberts y John Walden(Alias Miss Nanney); Robert Culliford y John Swann. También se conocen casos de piratas mujeres con tendencias o rasgos homosexuales, tal es el caso de Anne Bonny y Mary Read.

### Persecución nazi de los homosexuales
Durante la época nazi, se consideró a la homosexualidad una inferioridad y un defecto genético, por lo que se aplicó un artículo de una ley del código penal alemán de 1871. Se trataba del párrafo 175 que decía: "Un acto sexual antinatural cometido entre personas de sexo masculino o de humanos con animales es punible con prisión. También se puede disponer la pérdida de sus derechos civiles."

Triángulo rosa, símbolo impuesto por los nazis a los homosexuales en los campos de concentración.

Durante la República de Weimar ‒entre el final de la Primera Guerra Mundial y el ascenso de Hitler‒ esta ley pocas veces se puso en práctica, por lo que el Berlín de la década de 1920 era considerado un lugar de gran vida homosexual. Con la llegada del nazismo, los alemanes considerados homosexuales fueron apresados o internados en campos de concentración, donde muchos fueron asesinados. De acuerdo al historiador alemán Klaus Müller, se calcula que aproximadamente 100 000 hombres fueron arrestados bajo el mencionado artículo penal entre 1933 y 1945. Aproximadamente la mitad fueron sentenciados a prisión; de ellos, entre 15 000 y 10 000 fueron enviados a campos de concentración, de los cuales sobrevivieron unos 4000 al finalizar la guerra.
Los prisioneros considerados homosexuales dentro de los campos de concentración eran identificados con un triángulo invertido de color rosa. A aquellos homosexuales que además eran judíos se les obligaba a usar una estrella de David cuyo triángulo invertido era rosa. Este símbolo, en memoria del exterminio en los campos de concentración, es usado en la actualidad por asociaciones que luchan contra la discriminación por motivos de orientación sexual.
Después de la guerra, el citado párrafo siguió siendo ley en ambas Alemanias hasta finales de la década de 1960. De ese modo, algunos homosexuales que habían sobrevivido a los campos de concentración nazis fueron arrestados nuevamente bajo esa ley. Todavía en 1998 el parlamento alemán aprobó una ley para anular sentencias injustas impuestas durante la administración de la justicia penal nazi. Dos grupos fueron excluidos de la anulación integral de las sentencias nazis injustas: los desertores del ejército y las personas homosexuales. De ese modo se les impedía a los sobrevivientes homosexuales los procedimientos destinados a limpiar su estigma legal y a percibir las compensaciones por las injusticias sufridas, como sí ocurre con otras víctimas. No fue sino hasta el año 2002 cuando dicha ley se modificó, para incluir a los homosexuales.
Los homosexuales se encontraban entre los grupos que fueron exterminados en el Holocausto nazi, aunque no hubo ningún esfuerzo sistemático para eliminar a todos los homosexuales (como sí se hizo, en cambio, con los judíos o con los gitanos). A los homosexuales que fueron enviados a morir en los campos de concentración se les seleccionó a menudo para acoso, tortura y asesinato especial, tanto por los otros encarcelados como por los guardias.

## Situación legal en el mundo

### Legalidad de los actos sexuales consensuales entre personas adultas del mismo sexo
La homosexualidad es contemplada de diversas maneras por los diferentes ordenamientos jurídicos. Como primera diferencia, existen países donde las relaciones sexuales consensuales entre personas adultas del mismo sexo están penadas y otros donde no lo está.
Para septiembre de 2019, 69 países todavía mantienen vigentes leyes que, de distintas maneras criminalizan los actos sexuales consensuales entre personas adultas del mismo sexo. Botsuana fue el último país en derogar este tipo de disposiciones de su código penal en junio de 2019. Según ILGA, en dos de esos 69 países (Egipto e Irak) la criminalización tiene base legal en normas que no se refieren explícitamente a este tipo de relaciones pero en la práctica las autoridades y las fuerzas de seguridad las interpretan para perseguir a personas que mantienen relaciones sexuales consensuales con otras de su mismo sexo.

### Lucha contra la discriminación

#### Protección constitucional
Algunos Estados han incluido explícitamente el término "orientación sexual" en sus cláusulas de no discriminación para proteger a las personas contra la discriminación basada en esa característica. Esto implica que todo el ordenamiento jurídico de ese país debe acatar ese principio legal. A marzo de 2019, eran 9 los países cuyas constituciones protegen de manera explícita contra la discriminación por orientación sexual.
Otros países han incorporado la protección a sus constituciones mediante decisiones judiciales vinculantes que hacen que exista protección constitucional a pesar de que el texto de la constitución no contenga dicha protección de manera expresa. Tal es el caso de Canadá, Reino Unido o Taiwán. En el Mercosur (Argentina, Brasil, Paraguay, Uruguay y Venezuela) la orientación sexual es una las causales incluidas en la prohibición de Discriminación en la Declaración Sociolaboral.

#### Protección en el empleo
De acuerdo con la información relevada por ILGA en su informe Homofobia de Estado, a marzo de 2019 casi el 40% de los países del mundo (74 países) contiene protecciones legales contra la discriminación basada en la orientación sexual en el empleo. El informe destaca que poder desempeñarse laboralmente sin discriminación por orientación sexual ha sido cada vez más reconocido como un derecho fundamental en numerosos países en todas las regiones del mundo.
En varios países la ley prohíbe el despido arbitrario motivado por la orientación sexual e impide la discriminación para la concesión de otras protecciones y beneficios relacionados con derechos laborales. Notablemente, este tipo de protecciones existe además en algunos países donde todavía se criminalizan los actos sexuales consensuales entre personas del mismo sexo, como por ejemplo Mauricio, Santa Lucía, Kiribati y Samoa.

### Equiparación de derechos con los heterosexuales

#### Unión civil
La unión civil es uno de los varios términos (en la Ciudad de México existen, desde el 9 de noviembre del 2006, las denominadas sociedades de convivencia, concepto que se aplica no solo a parejas hombre-hombre y mujer-mujer, sino a cualquier otro par de personas que, por razones incluso no relacionadas con su preferencia sexual, viven juntas) usados para un estado civil similar al matrimonio, creados sobre todo para permitir el acceso de las parejas homosexuales a las ventajas de las que gozan los matrimonios heterosexuales. En algunos lugares se dispone también de uniones civiles para los heterosexuales que no desean formalizar su relación en un matrimonio. Estas uniones heterosexuales reciben el nombre legal de unión libre. Estas uniones llegan a ser, en algunos estados, idénticas al matrimonio, del que solo se diferencian en el nombre.

#### Matrimonio

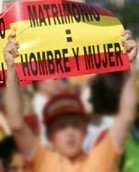
Manifestante del Foro de la Familia contra el matrimonio igualitario en España.

El matrimonio entre personas del mismo sexo es el reconocimiento social, cultural y jurídico que regula la relación y convivencia de dos personas del mismo sexo, con iguales requisitos y efectos que los existentes para los matrimonios entre personas de distintos sexos. La discusión sobre esta figura legal ha permanecido activo principalmente en los países occidentales. En estos debates, habitualmente suelen estar a favor los sectores progresistas de la sociedad, es decir, aquellas organizaciones que están en pro de los derechos de la comunidad lésbico-gay-bisexual-transgénero (LGBT) y los partidos políticos progresistas (lo cual no es sinónimo de izquierdas, necesariamente), entre los cuales se encuentran mayoritariamente los socialdemócratas, los ecologistas, los centristas y los liberales. En contra del planteamiento de cambios en la legislación se hallan los sectores conservadores de la sociedad (la iglesia tanto católica como protestante y ortodoxa, principalmente), así como de los partidos políticos que defienden sus ideales y/o los modos de vida tradicionales (los de ideologías conservadoras, nacionalistas o de extrema derecha) y organizaciones del mismo entorno.
- Argumentos a favor: principalmente, quienes tienen una postura a favor de la reforma alegan que regularizando el matrimonio igualitario se conceden nuevos derechos a un grupo de ciudadanos (los homosexuales y bisexuales) que hasta este momento no tienen/tenían, incumpliendo de esta manera en algunos casos la Constitución o la legislación vigente (al condenar la desigualdad y la discriminación, mientras que algunos de los ciudadanos no se pueden casar con la persona que quieren, mientras otra parte sí lo pueden hacer). Con esta extensión de derechos, argumentan, no se ven afectadas las libertades de otros ciudadanos.
- Argumentos en contra: suelen afirmar que existe única y exclusivamente un tipo de familia y no varios tipos de ella, y su definición de familia dice que se trata de una unidad destinada a la procreación y, dado que una pareja de hombres, lo mismo que una pareja de mujeres, no pueden procrear a través de los medios "naturales" (los tradicionales), por consiguiente la familia queda restringida a la unión de un hombre con una mujer. Otro argumento puesto en la palestra durante estos debates es la raíz etimológica de la palabra matrimonio, que proviene del latín, matri-monium, y significa "unión de hombre y mujer concertada mediante determinados ritos o formalidades legales".[113] Este segundo argumento está especialmente orientado en no aceptar que estas uniones sean llamadas matrimonio sino más bien de otra manera, manteniendo sin embargo la mayor parte de los derechos que eso implica.

#### Adopción de hijos por parte de parejas homosexuales

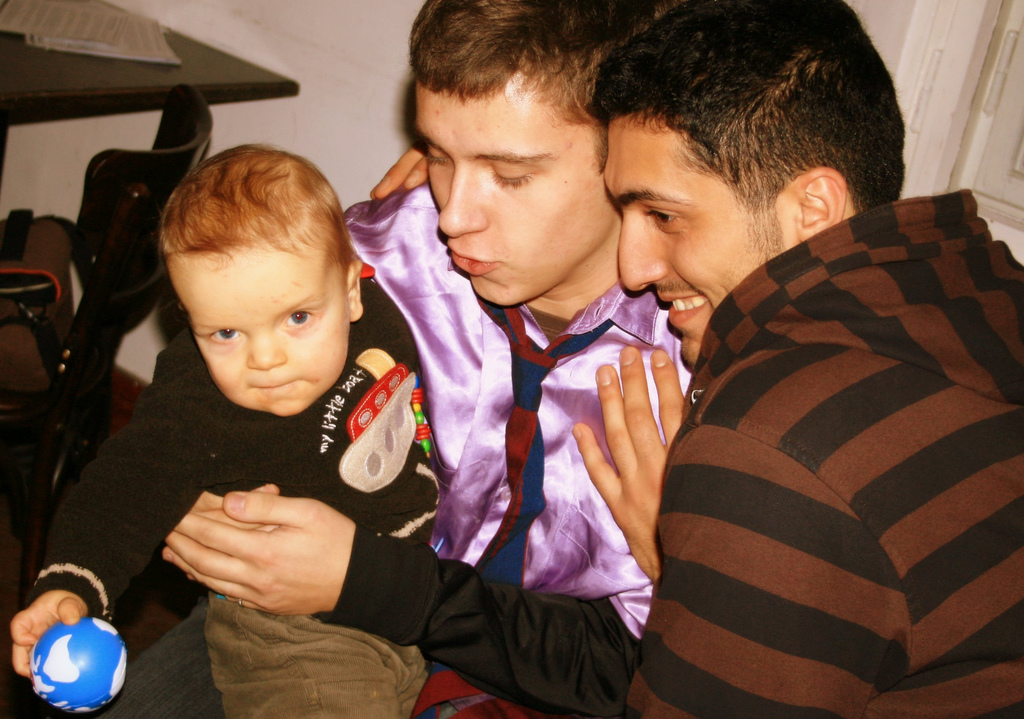
Una pareja homosexual cuidando de un bebé.

La adopción de hijos por parte de parejas homosexuales está autorizada por ley en un reducido número de territorios europeos y americanos. Da la oportunidad a las parejas de homosexuales de tener hijos, reconociéndoles a ambos como padres o madres legales. Esta ampliación de derechos no suele tener tanto apoyo popular como otras medidas de ampliación de derechos a los miembros de este colectivo (tales como el matrimonio igualitario), a pesar de lo cual más del 50 por ciento (más de la mitad) de la población de Suecia y de los Países Bajos está de acuerdo con esta medida.
La opinión médica está algo dividida al respecto: por ejemplo, algunos consideran que lo importante para un correcto crecimiento de los menores no es el sexo de los padres, sino el cariño dado a sus hijos. Importantes asociaciones de especialistas, como la Asociación Estadounidense de Pediatría o el Colegio Oficial de Psicólogos de Madrid, se muestran a favor, y diversos estudios científicos al respecto no han encontrado que haya ninguna desventaja ni deterioro en el desarrollo psicológico (ni intelectual ni emocional) en los niños o niñas criados por una pareja de hombres o por una pareja de mujeres. Sin embargo, personas como Dale O'Leary, escritora e investigadora de la Asociación Médica Católica de Estados Unidos, consideran que existen riesgos para un niño el ser adoptado por parejas homosexuales.

## Sociedad y homosexualidad
Muchos moralistas y diferentes miembros de grupos religiosos siguen considerando que la homosexualidad es una desviación sexual y un pecado, motivo por el cual la homosexualidad ha sido prohibida en muchos países y culturas a lo largo de la historia, ya sea castigando a la homosexualidad en sí o bien algunas prácticas sexuales asociadas con ella (como la penetración anal, la penetración bucal o la masturbación), a pesar de que dichas prácticas no son exclusivas de las personas homosexuales. En muchas culturas la relación homosexual, aunque fuera consensual (es decir, practicada por un acuerdo de ambos miembros de la pareja), llegó a considerarse un crimen.

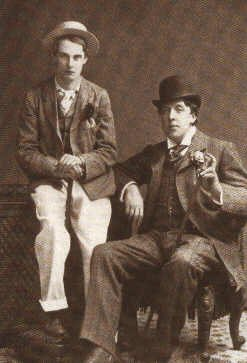
Lord Alfred Douglas y el escritor Oscar Wilde

### Educación sobre la homosexualidad
Centros escolares infantiles como las escuelas de Massachusetts y otras áreas de los Estados Unidos están ya enseñando a los niños de la escuela elemental o primaria a equiparar las relaciones homosexuales a las del matrimonio entre un hombre y una mujer. Más aún, en nombre de la tolerancia (que significa no únicamente "tolerar", sino una consideración profunda, a través de la reflexión, de las diferencias humanas) y de la no discriminación se han elaborado cuentos infantiles con temática homosexual, con el propósito de que desde temprana edad los niños perciban que la homosexualidad es una variable natural más en la diversidad de los miembros individuales de toda sociedad. Esto sitúa a muchos padres ante una posición intolerable para ellos, pues no desean entrar en particulares sobre la homosexualidad con un niño pequeño, y la única solución para muchos de estos padres ha sido retirar a sus hijos de esas escuelas públicas y buscar otras alternativas.

### Homofobia
La homofobia es la aversión, el odio irracional, el miedo, el prejuicio o la discriminación contra hombres o mujeres homosexuales, aunque también suele incluirse a las demás personas que integran a la diversidad sexual, como es el caso de las personas bisexuales o transexuales, y también a aquellas que mantienen actitudes o hábitos comúnmente asociados al otro sexo, como los metrosexuales y las personas "con pluma".
Estas actitudes respecto al colectivo homosexual están muy extendidas por las diversas sociedades, siendo generalmente inversamente proporcional al desarrollo económico, democrático, cultural y urbano de una sociedad (de esta manera, encontramos que donde está menos extendida es en Europa occidental y en las ciudades del resto del mundo occidental, mientras que es mucho más acusada en las zonas rurales de los países en vías de desarrollo).[cita requerida] Como ya se ha visto en los diversos apartados de los derechos del colectivo homosexual, la homosexualidad se expone a la pena capital en Afganistán, Arabia Saudita, Brunéi, Irán, Mauritania, el norte de Nigeria, Catar, Sudán, Yemen, algunas regiones de Libia y Somalia, y en el territorio controlado por el Estado Islámico en los países de Irak y Siria, mientras que también es perseguida y castigada en otros países: Bangladés, Guyana, Kuwait, Maldivas, Marruecos, Pakistán, Uganda, Tanzania...

### Religión y homosexualidad
La relación entre la homosexualidad y la religión puede variar mucho a lo largo del tiempo y de la localización geográfica, entre diferentes religiones y sectas, y en relación con las diferentes formas de homosexualidad y bisexualidad. En la actualidad las doctrinas de las mayores religiones del mundo contrastan de manera significativa entre la denominación y actitud hacia homosexualidad.
Esto se muestra desde la desmotivación discreta sobre actividades homosexuales, hasta la prohibición explícita de la práctica del matrimonio entre personas del mismo género y la oposición social activa a la aceptación de la homosexualidad. Algunas religiones, como el cristianismo y el islam, no aceptan la homosexualidad, bien porque atendiendo a sus libros sagrados ven condenables las prácticas homosexuales, bien porque consideran como pecaminosa la misma orientación o al menos la califican como objetivamente desordenada (así el catecismo de la Iglesia católica), y rechazan las prácticas homosexuales.
Otras, como la Iglesia Presbiteriana Ortodoxa, declaran que tan solo el acto sexual es pecaminoso.
Otras aceptan completamente a los homosexuales.
Otras, como Radical Faeries, fomentan activamente la homosexualidad.
Algunas religiones ―como la cienciología o algunas confesiones cristianas― declaran que la homosexualidad es una enfermedad que se puede subsanar o corregir a través de fe religiosa y la práctica heterosexual.

### Situación por continentes

#### África
Pese a que ha sido negada o ignorada por los exploradores europeos, la homosexualidad ha estado presente en el África nativa y ha tomado varias formas:
- Los antropólogos Murray y Roscoe informaron de que las mujeres en Lesoto establecen relaciones "duraderas y eróticas" socialmente aceptadas, relaciones que se denominan motsoalle.[127]
- E. E. Evans-Pritchard informó de que los guerreros Azande (en el norte del Congo) se casaban rutinariamente con jóvenes muchachos que servían como esposas temporales. Esta práctica se volvió obsoleta a principios del siglo XX, pero se la comunicaron los ancianos del lugar.[128]
- Un artículo académico de Stephen O. Murray examina la historia de las descripciones de la homosexualidad en el África tradicional subsahariana.[129]

#### América Latina
Las prácticas homosexuales en Latinoamérica son legales en todos los países en esta región. El último país en despenalizarlas fue Nicaragua, dejando de considerar delito la homosexualidad en el código penal que entró en vigor en 2008. Cuba es un caso especial: la homosexualidad es legal y no está penada, aunque su tratamiento sigue sujeto a una cierta arbitrariedad. En los últimos años, no obstante, parece que la persecución ha cejado en el país caribeño.
Aun siendo fuerte la homofobia dentro de algunas sociedades de esta región, los legisladores han hecho esfuerzos que han conseguido que Latinoamérica sea uno de los lugares con las legislaciones más tolerantes y progresistas del mundo. La mayoría de los países tienen legislación contra la discriminación por orientación sexual, entre estos estados están Argentina, Bolivia, Brasil, Chile, Colombia, Costa Rica, Ecuador, México, Nicaragua, Perú, Uruguay, Venezuela, y recientemente Puerto Rico y todas las dependencias francesas del Caribe.
El 15 de julio de 2010, Argentina se convierte en el primer país latinoamericano que aprueba la ley del matrimonio entre personas del mismo sexo. Seguido tres años después por Uruguay y Brasil en 2013, y Colombia en 2016. En México solo reconoce en trece entidades federativas como el matrimonio entre personas del mismo sexo: en la capital (Ciudad de México) y otros 12 estados.

#### América del Norte

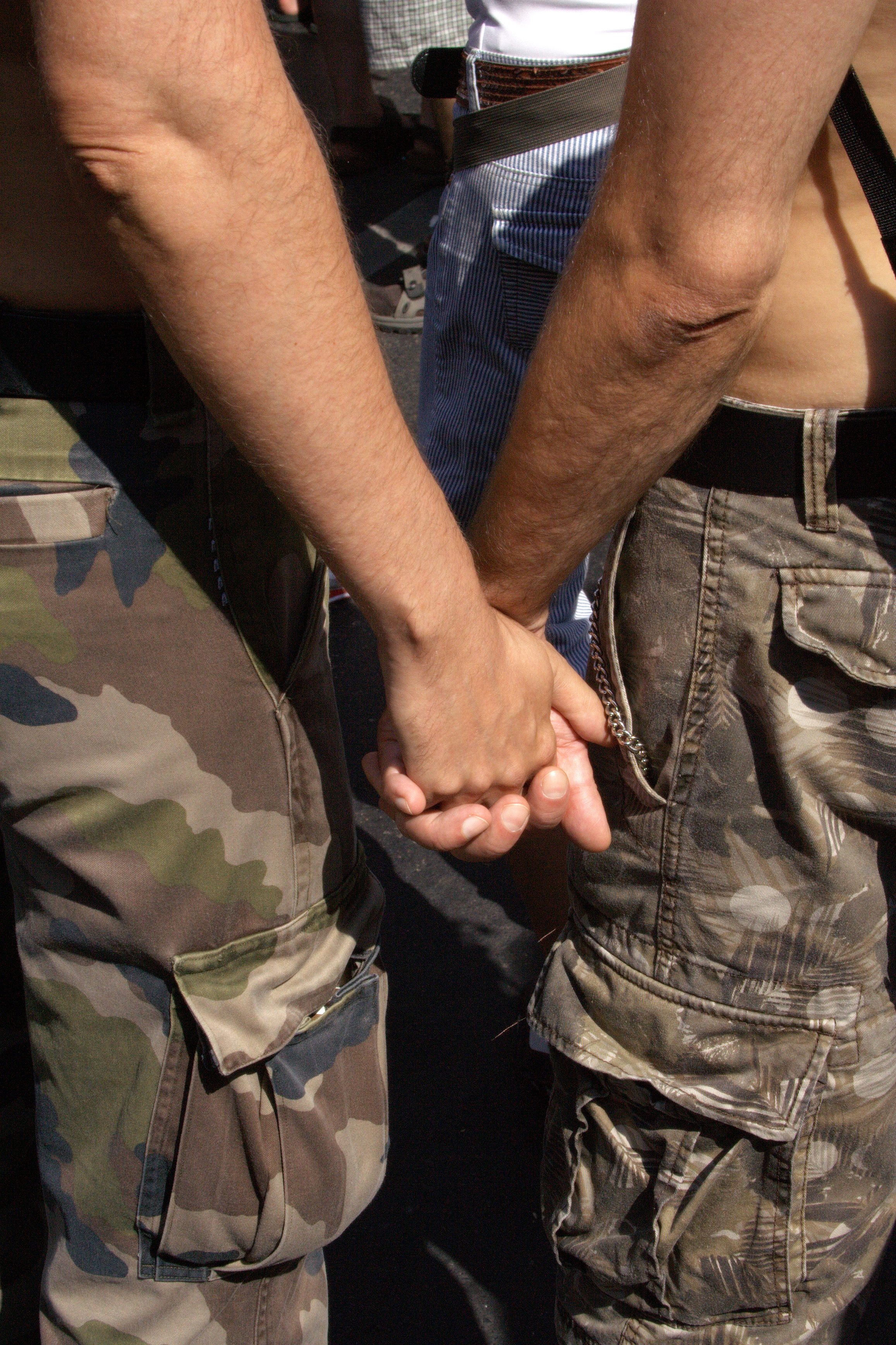
Vista parcial de una pareja homosexual tomada de la mano.

En América del Norte la homosexualidad no es perseguida legalmente en ningún territorio, pero en la práctica los homosexuales suelen ser objeto de discriminación en diversas zonas, especialmente en los territorios rurales de los Estados Unidos y en México, pues allí se encuentran núcleos ultraconservadores que la ven como una enfermedad y, consecuentemente, tratan de "sanar" a los miembros del colectivo o la persiguen (si bien el maltrato tanto físico como psicológico no se da exclusivamente en estos territorios). En esta misma línea, existen diversos lugares donde los padres de homosexuales envían allí a sus hijos para “curarlos”.
Sin embargo, en ciudades como Nueva York o San Francisco y en Canadá los miembros del colectivo LGBT son más respetados, siendo la homosexualidad aceptada de forma similar que en Europa occidental. Además, es en América del Norte donde el movimiento homosexual empezó a aparecer de forma organizada políticamente y relevante con el motivo del rechazo a lo sucedido en Stonewall. Existen diversas publicaciones orientadas hacia esta comunidad, así como lugares de encuentro. También se producen películas y series destinadas a la comunidad homosexual o que tratan como tema principal la homosexualidad (algunos ejemplos, en los Estados Unidos, son las series de televisión Queer as Folk y Will & Grace y la película Brokeback Mountain, esta última dirigida por Ang Lee y traducida en Hispanoamérica con el título Secreto en la montaña y en España como En terreno vedado); todo esto hace que la comunidad homosexual norteamericana sea una de las más desarrolladas y visibles del mundo.
Véase el caso específico de la denominada ley de sociedades de convivencia en la Ciudad de México.

#### Asia
En el continente asiático existen diversas leyes con respecto a la homosexualidad, la mayor parte de los países de Oriente Medio se castiga desde los años de cárcel hasta la pena de muerte, excepto Israel, Jordania, Líbano, Irak y Turquía. En la primera y en la última, si bien tienen leyes antidiscriminatorias donde se castiga la homofobia. En los países del Lejano Oriente, en la mayor parte de los países es legal, menos en Birmania, Brunéi, Malasia, Singapur y entre otros, que solo se castiga desde los años de cárcel hasta la cadena perpetua. En países como Camboya, Corea del Sur, Japón, Tailandia y sobre todo en Filipinas, ya existe una mayor aceptación o tolerancia donde se respeta esta orientación sexual, aunque todavía se da una discriminación aislada por algunas sociedades. Aunque también cuentan con leyes antidiscriminatorias para evitar la homofobia. 
Taiwán es el único país asiático que cuenta con una ley que permite los matrimonios entre personas del mismo sexo desde 2018.
En países como China, Corea del Norte, Indonesia, Laos, Vietnam y entre otros, la homosexualidad es legal pero aún reprimida, aunque en China va resurgiendo un alto grado de aceptación o tolerancia para reconocer algunos derechos legales. En India, la homosexualidad también es legal definitivamente desde 2018, cuando el Tribunal Supremo decidió en tal sentido. Y es que en este país la homosexualidad fue legal entre 2009 y 2013, cuando el Parlamento Indio la volvió a penalizar. A pesar de ser considerado todavía un tema tabú por una cuarta parte de la población, los que profesan el hinduismo, aún conservan tradicionalmente el respeto a la homosexualidad con un carácter sagrado y religioso. Además en India se han estudiado algunas posibilidades de reconocer ciertos derechos como el matrimonio entre personas del mismo sexo, aunque en el país hay algunos grupos minoritarios religiosos que se oponen a este matrimonio como los sij, los islámicos y las comunidades judías y cristianas.

#### Europa
En general, la homosexualidad en Europa se acepta y se respeta, siendo la zona donde los homosexuales gozan de mejor aceptación tanto por la sociedad civil como por la clase política y la legislación (fue allí donde se autorizaron por primera vez tanto las uniones civiles como el matrimonio igualitario). De todas maneras, aún quedan sectores en la sociedad claramente homófobos y desde algunas instituciones (caso del gobierno de Polonia) la homosexualidad no es tratada como en el resto del continente. Estas dos últimas situaciones se dan más frecuentemente en la Europa Oriental que en la Europa Occidental, donde la democracia lleva más tiempo funcionando.
El Parlamento Europeo y el Consejo de Europa han recomendado a todos los Estados miembros la inclusión en su legislación de medidas antidiscriminatorias y de igualdad para todas las minorías, incluyendo las sexuales, medidas que ya están vigentes en la mayor parte de la Europa occidental y se están llevando a cabo en la Europa oriental.

#### Europa Occidental
En los últimos años, la homosexualidad en esta región tiene un alto grado de aceptación, aunque pueden presentarse casos aislados de discriminación por parte de una minoría de conservadores, especialmente en los grupos religiosos. Muchos países (Bélgica, España, los Países Bajos, Suecia, Noruega, Dinamarca, Portugal, Islandia, Francia, Luxemburgo, Finlandia, Suiza, Malta, Irlanda y Reino Unido), han equiparado a todos sus ciudadanos al admitir el matrimonio entre personas del mismo sexo con plena igualdad legal. En todos esos países se penaliza la discriminación y el maltrato a las personas por tener una orientación sexual concreta.
En el resto de Europa occidental, la homosexualidad es legal, y todos los países reconocen algún tipo de unión civil excepto Mónaco y la Ciudad del Vaticano.

#### Europa Oriental

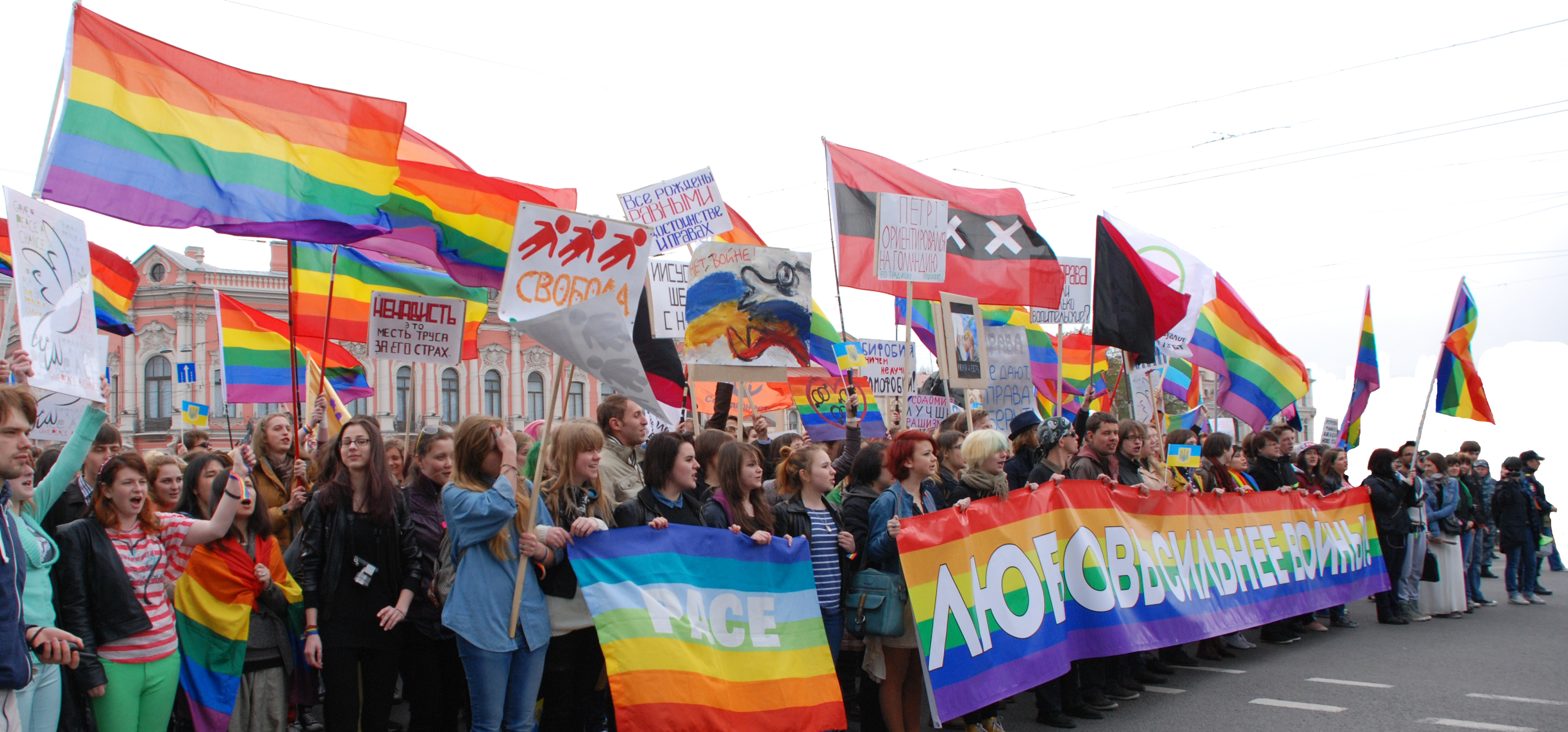
Columna LGBT en Rusia, en la Marcha del 1 de Mayo.

En Europa Oriental la homofobia y la discriminación persistente es más acentuada que en Europa Occidental, incluso mediante medidas y sanciones legales, tanto en los Balcanes, incluyendo Grecia, como en los países bálticos: Estonia, Letonia y Lituania (miembros de la Unión Europea) y otros estados desgajados de la antigua Unión Soviética.
En Rusia, la revolución comunista de 1917 despenalizó la homosexualidad, derogando el delito de homosexualidad en las reformas del código penal de 1922 y 1926, que venía de la época de los zares. La despenalización abarcó toda la Unión Soviética y en esos años las comunidades soviéticas LGBT vivieron lo que se ha denominado «una breve ventana de libertad». Reformas posteriores restablecieron la penalización, de manera similar a Europa Occidental. Con la caída del comunismo, la homosexualidad fue despenalizada en Rusia y otros países, aunque la situación está muy lejos de ser la de sus vecinos occidentales. En Rusia se ha propuesto claramente volver a la penalización de la homosexualidad, aunque esto no es probable, considerando la pertenencia de Rusia al Consejo de Europa. Sin embargo, la no penalización no impide la homofobia y la discriminación, muy evidentes en ese país.
En cambio, en Croacia, Eslovenia, Hungría y la República Checa, la homofobia ha disminuido, debido a la pertenencia o la cercanía a la Unión Europea. En Croacia y Hungría se permite la unión civil y se sanciona la discriminación por orientación sexual. En la República Checa la unión civil es legal, así como el matrimonio igualitario y la adopción en Eslovenia desde que el Tribunal Constitucional del país declarase discriminatorio su prohibición el 8 de julio de 2022.
Un caso especial es Rumania: a pesar de ser el único país europeo oriental que derribó con violencia un régimen comunista que penalizó durante muchos años la homosexualidad, su despenalización a regañadientes no evita la homofobia, que es fuerte y persistente, aunque también se atisba una lejana posibilidad de que se pueda reformar el código legal, para extender algunos derechos a las parejas del mismo sexo. Algo similar sucede en su vecina Bulgaria.

## Movimiento homosexual

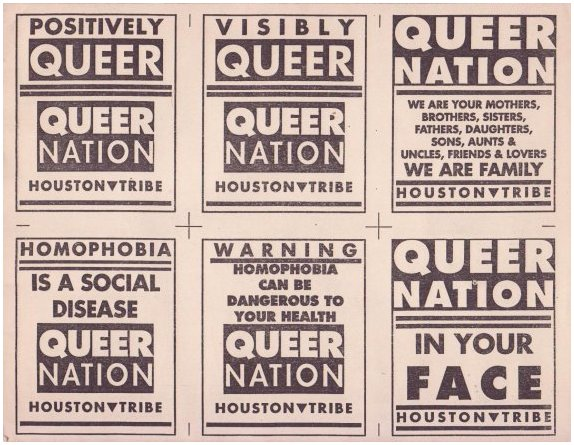
Queer Nation una organización de finales del, que buscaba la unión de personas LGBT en la forma de un Estado-nación.

### Día del Orgullo
El Día Internacional del Orgullo LGBT (lesbianas, gais, bisexuales y transexuales), también conocido como Día del Orgullo Gay o simplemente Orgullo Gay, es la fecha en la que se llevan a cabo una serie de eventos anuales en los que los homosexuales celebran de forma pública para instar por la tolerancia y la igualdad y, por supuesto, para la desaparición de mitos y prejuicios y la lucha pacífica contra la violencia hacia los hombres y mujeres homosexuales. Suele celebrarse a finales de junio o principios de julio, por ser el 28 de junio la fecha en la que se rememoran los disturbios de Stonewall (en los que la policía se enfrentó a un grupo de homosexuales y se produjo una pelea entre ambos grupos en Nueva York).